# Diocesi di Riez

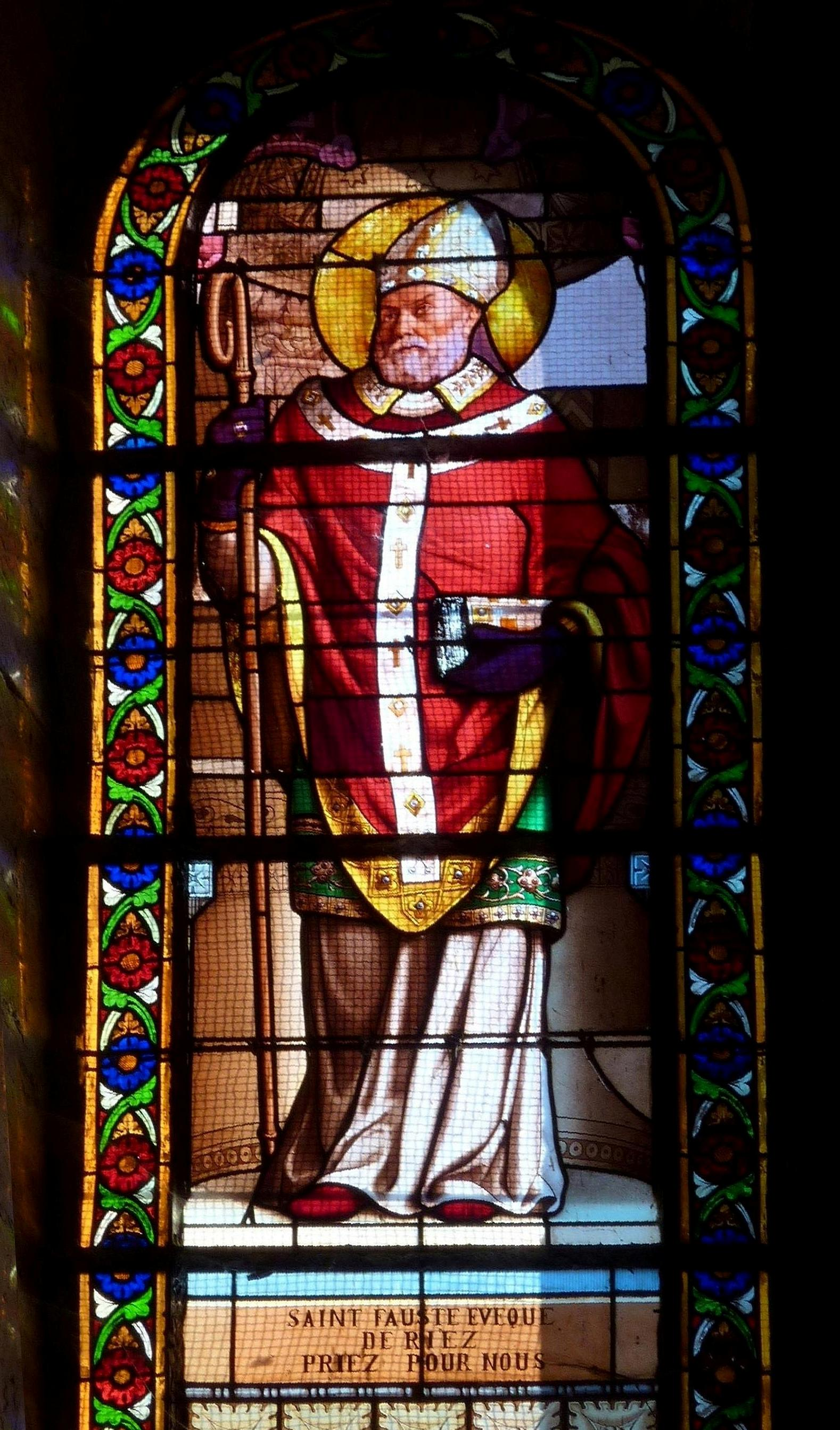
Vetrata illustrante Fausto di Riez nella chiesa di Notre-Dame de l'Assomption a Riez

La diocesi di Riez (in latino: Dioecesis Regensis) è una sede soppressa della Chiesa cattolica.

## Territorio
Sede vescovile era la città di Riez nell'attuale dipartimento delle Alpi dell'Alta Provenza, dove fungeva da cattedrale la chiesa di Santa Maria Assunta.
Nel 1751 la diocesi comprendeva 54 parrocchie.

## Storia
Niente si conosce circa la diffusione del cristianesimo a Riez e le origini della sua diocesi. La tradizione fa risalire la sua fondazione a san Massimo, benché gli acta della sua vita parlino di un predecessore. Si conoscono i nomi di diversi vescovi vissuti tra il V ed il VII secolo, grazie alla loro partecipazione diretta o per procurazione ai sinodi provinciali o generali della Chiesa di Gallia.
A partire dal V secolo la diocesi risulta essere suffraganea dell'arcidiocesi di Aix.
Tra il VII ed il IX secolo la diocesi fu devastata dai Saraceni e la serie episcopale regense è incerta, per riprendere con regolarità solo con Gerardo nel X secolo.
Nel XVI secolo la riforma protestante prese piede a Riez e si costituì una comunità evangelica con un proprio pastore, per tutto il periodo della durata dell'editto di Nantes. André d'Auraison, vescovo eletto di Riez, rinunciò al titolo episcopale, abbracciò pubblicamente la religione riformata e si sposò.
La diocesi fu soppressa in seguito al concordato con la bolla Qui Christi Domini di papa Pio VII del 29 novembre 1801 e il suo territorio incorporato in quello dell'arcidiocesi di Aix e della diocesi di Digne. Nel 1822 la porzione dell'arcidiocesi di Aix fu ceduta alla diocesi di Fréjus.
Dal 15 febbraio 1916 i vescovi di Digne hanno il privilegio di aggiungere al proprio titolo quello di vescovi di Riez.

## Cronotassi dei vescovi
- San Massimo † (433 - 27 novembre 460 deceduto)
- San Fausto I † (prima di novembre 462 - 490/495[1] deceduto)
- Didimo ? † (menzionato nel 506)[2]
- Contumelioso † (prima del 518 - 533 deposto)[3]
- Fausto II † (menzionato nel 549)
- Emerito † (menzionato nel giugno 554)
- Claudiano † (menzionato nel 573)
- Urbico † (prima del 584 o 585 - dopo il 589 circa)
- Claudio † (prima del 627 o 630 - dopo il 650)[4]
- Archinrico ? †
- Absalonne ? †
- Antimo ? †
- Riculfo ? †
- Norberto ? †
- Rostano ? †
- Bernario ? †
- Rodolfo ? †
- Edoldo † (menzionato nell'879)
- Gerardo † (menzionato nel 936)
- Almérade † (circa 990 - circa 1030)
- Bertrand † (prima del 1040 - dopo il 1052)
- Algeric †[5]
- Henri I † (menzionato nel 1094)
- Augier † (prima di marzo 1096 - 14 marzo 1133 deceduto)[6]
- Fouques di Castellane † (1133 - 5 aprile 1138 deceduto)[7]
- Pierre Giraud † (1138 - 29 gennaio 1160 deceduto)[8]
- Hugues de Montlaur † (1161 - 1165 nominato arcivescovo di Aix)[9]
- Henri II † (1165[10] - 1180 nominato arcivescovo di Aix)
- Aldebert de Gaubert † (1180 - 1191 dimesso o deposto)
  - Bertrand Garcin † (1191 - 1192) (vescovo eletto)
- Imbert † (1192 - 19 maggio 1202 deceduto)
- Hugues Raimond † (prima di novembre 1202 - 22 ottobre 1223 deceduto)
- Rostan de Sabran † (dicembre 1223 - 9 agosto 1240 deceduto)
- Fouques de Caille † (prima di dicembre 1240 - 27 luglio 1273 deceduto)
- Mathieu de Lusarches † (16 settembre 1273 - 13 giugno 1288 deceduto)
- Pierre de Négrel † (1º settembre 1288 - 3 giugno 1306 deceduto)
- Pierre de Gantelmi † (13 luglio 1306 - 13 marzo 1317 deceduto)
- Gaillard Saumate † (14 marzo 1317 - 12 novembre 1317 nominato vescovo di Maguelonne)
- Pierre des Prés de Montpezat † (31 marzo 1318 - 11 settembre 1318 nominato arcivescovo di Aix)
- Rossolin des Baux, O.F.M. † (1º ottobre 1319 - 1329 deceduto)
  - Bernard d'Étienne † (29 maggio 1329 - dopo il 21 maggio 1330 dimesso) (vescovo eletto)
- Arnaud Sabatier † (1º ottobre 1330 - 5 agosto 1334 deceduto)
- Geffroi Isnard † (17 agosto 1334 - 26 luglio 1348 deceduto)
- Jean Joffevry † (14 agosto 1348 - 2 marzo 1352 nominato vescovo di Valence e Die)
- Pierre Fabri I † (5 ottobre 1352 - dicembre 1369 deceduto)
- Jean de Maillac, O.F.M. † (27 marzo 1370 - 1396 deceduto)
- Guillaume Fabri † (22 dicembre 1396 - novembre 1413 deceduto)
- Pierre Fabri II † (13 dicembre 1413 - fine 1415 o inizio 1416 deceduto)
- Michel de Bouliers I, O.P. † (maggio 1416 - 25 settembre 1441 deceduto)
- Michel de Bouliers II † (1442 - 11 febbraio 1450 deceduto)
- Robert † (1450 deceduto)
- Jean Fassi, O.Carm. † (16 marzo 1450 - prima del 3 marzo 1463 deceduto)
- Marco Lascaris di Tenda † (18 aprile 1463 - 1490 dimesso)
- Antonio Lascaris di Tenda † (7 giugno 1490 - 12 gennaio 1523 nominato vescovo di Beauvais)[11]
- Tommaso Lascaris di Tenda † (12 gennaio 1523 - 11 aprile 1526 deceduto)[12]
  - Cristoforo Numai da Forlì, O.F.M.Obs. † (27 aprile 1526 - 18 marzo 1527 dimesso) (amministratore apostolico)
- François de Dinteville † (18 marzo 1527 - 27 aprile 1530 nominato vescovo di Auxerre)
- Robert Cénalis † (20 giugno 1530 - 17 aprile 1532 nominato vescovo di Avranches)
- Antonio Lascaris di Tenda † (17 aprile 1532 - 25 luglio 1546 deceduto) (per la seconda volta)
- Jean-Louis de Bouliers † (25 luglio 1546 succeduto - agosto 1550 deceduto)
- Lancelot de Clare † (23 ottobre 1550 - luglio 1568 deceduto)
  - Sede vacante (1568-1572)
- André d'Auraison † (19 settembre 1572 - 1577 dimesso)
- Elzéar de Rastel † (29 novembre 1577 - 28 ottobre 1597 deceduto)
- Charles de Saint-Sixte † (29 marzo 1599 - 13 aprile 1614 deceduto)
- Guillaume Aléaume † (18 maggio 1615 - 1622 dimesso)[13]
- Guido Bentivoglio † (11 luglio 1622 - 1625 dimesso)
- François de la Fare, O.M. † (15 settembre 1625 - 28 settembre 1628 deceduto)
- Louis Doni d'Attichy, O.M. † (2 ottobre 1629 - 23 settembre 1652 nominato vescovo di Autun)
- Nicolas de Valavoire † (14 ottobre 1652 - 28 aprile 1685 deceduto)
- Jacques Desmarets † (7 dicembre 1693 - 20 settembre 1713 dimesso)
- Louis-Balthasar Phelipeaux d'Herbault † (27 novembre 1713 - 31 agosto 1751 deceduto)
- Henri-François de la Tour du Pin † (20 dicembre 1751 - 28 marzo 1772 deceduto)
- François de Clugny † (1º giugno 1772 - 1801 dimesso)